# 元号一覧 (ベトナム)
元号一覧 (ベトナム)（げんごういちらん (ベトナム)）は、ベトナムにおける元号の一覧。元号名および期間については、史書・史料により異同が多く、一部併記したものもあるが、ここに掲げた以外の説も存在する。詳細は、各記事において個別に紹介する。

## 前李朝（万春）
- 天徳（大徳） 544年 - 548年

## 丁朝
- 太平 970年 - 980年

## 前黎朝
- 天福 980年 - 988年
- 興統 989年 - 993年
- 応天 994年 - 1007年
- 景瑞 1008年 - 1009年

## 李朝
- 順天 1010年 - 1028年
- 天成（徳成） 1028年
- 通瑞 1034年
- 乾符有道 1039年
- 明道 1042年
- 天感聖武 1044年
- 崇興大宝 1049年
- 龍瑞太平 1054年
- 彰聖嘉慶 1059年
- 龍彰天嗣 1066年
- 天貺宝象 1068年
- 神武 1069年
- 太寧（泰寧） 1072年
- 英武昭勝（英武昭聖） 1076年
- 広祐（広佑） 1085年
- 会豊 1092年
- 龍符（龍符元化、乾符） 1101年
- 会祥大慶 1110年
- 天符睿武 1120年
- 天符慶寿 1127年
- 天順（大順） 1128年
- 天彰宝嗣 1133年
- 紹明 1138年
- 大定 1140年
- 政隆宝応 1163年
- 天感至宝 1174年
- 貞符（宝符） 1176年
- 天資嘉瑞 1186年
- 天嘉宝祐 1202年
- 治平龍応 1205年
- 建嘉 1211年
- 天彰有道 1224年

## 陳朝
- 建中 1225年
- 天応政平 1232年
- 元豊 1251年
- 紹隆 1258年
- 宝符 1273年
- 紹宝 1279年
- 重興 1285年
- 興隆 1293年
- 大慶 1314年
- 開泰 1324年
- 開祐 1329年
- 紹豊 1341年
- 大治（太治） 1358年
- 大定 1369年
- 紹慶 1370年
- 隆慶 1373年
- 昌符 1377年
- 光泰 1388年
- 建新 1398年

## 胡朝
- 聖元 1400年
- 紹成（紹聖） 1401年
- 開大 1403年

## 後陳朝
- 興慶 1407年 - 1409年
- 重光 1409年 - 1414年

（属明期: 1414年 - 1426年）
- 天慶 1426年 - 1428年

## 前期黎朝
- 順天 1428年
- 紹平 1434年
- 大宝 1440年
- 大和（太和） 1443年
- 延寧 1454年
- 天興（天与） 1459年
- 光順 1460年
- 洪徳 1470年
- 景統 1498年
- 泰貞 1504年
- 端慶 1505年
- 洪順 1509年
- 光紹 1516年
- 統元 1522年

## 南北朝時代

### 莫朝
- 明徳 1527年 - 1529年
- 大正 1530年 - 1540年
- 広和 1541年 - 1546年
- 永定 1547年
- 景暦（景歴） 1548年 - 1553年
- 光宝 1554年 - 1561年
- 淳福 1562年 - 1566年
- 崇康 1566年 - 1578年
- 延成 1578年 - 1585年
- 端泰 1586年 - 1587年
- 興治 1588年 - 1590年
- 洪寧 1591年 - 1592年
- 武安 1592年 - 1593年

1592年11月莫朝滅亡、以降は地方政権としてのみ存続する。
- 宝定 1592年
- 康佑（康祐）1593年
- 乾統 1593年 - 1625年
- （隆泰 1618年 - 1625年）
- 順徳 1638年 - 1677年

### 後期黎朝
- 元和 1533年 - 1548年
- 順平 1549年 - 1556年
- 天祐 1557年
- 正治 1558年 - 1571年
- 洪福 1572年
- 嘉泰 1573年 - 1577年
- 光興 1578年 - 1599年
- 慎徳 1600年
- 弘定 1600年 - 1618年
- 永祚 1619年 - 1629年
- 徳隆 1629年 - 1635年
- 陽和 1635年 - 1643年
- 福泰 1643年 - 1649年
- 慶徳 1649年 - 1653年
- 盛徳 1653年 - 1658年
- 永寿 1658年 - 1662年
- 万慶 1662年
- 景治 1663年 - 1671年
- 陽徳 1672年 - 1674年
- 徳元 1674年 - 1676年
- 永治 1676年 - 1680年
- 正和 1680年 - 1705年
- 永盛 1705年 - 1720年
- 保泰 1720年 - 1729年
- 永慶 1729年 - 1732年
- 龍徳 1732年 - 1735年
- 永佑 1735年 - 1740年
- 景興 1740年 - 1786年
- 昭統 1787年 - 1789年

## 西山朝
- 泰徳 1778年 - 1793年
- 光中 1788年 - 1792年
- 景盛 1793年 - 1801年
- 宝興 1801年 - 1802年

## 阮朝
- 嘉隆 1802年 - 1819年
- 明命 1820年 - 1840年
- 紹治 1841年 - 1847年
- 嗣徳 1848年 - 1883年
- 協和 - 1884年を元年とする予定であったが、公布直後廃位により未施行
- 建福 1884年
- 咸宜 1885年1月 - 9月
- 同慶 1885年（旧暦10月から12月まで「同慶乙酉年」、1886年が「同慶元年」） - 1888年
- 成泰 1889年 - 1907年
- 維新 1907年 - 1916年
- 啓定 1916年 - 1925年
- 保大 1926年 - 1945年